# Charles Philip Allen
Charles Philip Allen (ur. 3 kwietnia 1899 w Liverpoolu, zm. 6 stycznia 1974 w Ilford) – brytyjski as myśliwski okresu I wojny światowej. Odniósł 7 zwycięstw powietrznych.
Charles Philip Allen służył w No. 204 Squadron RAF w 1918 roku. Pierwsze z siedmiu zwycięstw powietrznych odniósł 29 czerwca 1918 roku na samolocie Sopwith Camel. W okolicach Ghistelles zestrzelił niemiecki samolot Fokker D.VII. Do końca wojny odniósł jeszcze sześć zwycięstw, wszystkie nad samolotami niemieckim Fokker D.VII.
Został odznaczony m.in. belgijskim Krzyżem Wojennym oraz Orderem Korony.
Po zakończeniu wojny dowodził baterią w Royal Field Artillery. W 1925 roku ukończył medycynę na University of Liverpool. W czasie II wojny światowej w stopniu podpułkownika pełnił obowiązki dowódcy oddziału chirurgicznego R.A.M.C. (Royal Army Medical Corps) w Afryce Zachodniej.
Po zakończeniu służby pracował w King George Hospital w Londynie, aż do przejścia na emeryturę w 1964 roku.